# Coppa Placci 1948
La Coppa Placci 1948, ottava edizione della corsa, si svolse il 5 settembre 1948 su un percorso di 228 km. La vittoria fu appannaggio dell'italiano Luigi Casola, che completò il percorso in 7h00'00", precedendo i connazionali Italo De Zan e Ubaldo Pugnaloni.

## Ordine d'arrivo (Top 10)
| Pos. | Corridore           | Squadra          | Tempo    |
| ---- | ------------------- | ---------------- | -------- |
| 1    | Luigi Casola        | Cimatti          | 7h00'00" |
| 2    | Italo De Zan        | Atala-Pirelli    | a 3"     |
| 3    | Ubaldo Pugnaloni    | Viscontea        | s.t.     |
| 4    | Giordano Giovannoni | Arbos            | s.t.     |
| 5    | Guido De Santi      | Wilier Triestina | s.t.     |
| 6    | Luciano Pezzi       | Arbos            | s.t.     |
| 7    | Elio Busancano      | Viscontea        | s.t.     |
| 8    | Selvino Selvatico   | Lygie            | s.t.     |
| 9    | Enzo Coppini        | Bottecchia       | s.t.     |
| 10   | Leo Castellucci     | Legnano-Pirelli  | s.t.     |